# Bourouba
Bourouba là một đô thị thuộc tỉnh Alger, Algérie. Dân số thời điểm năm 2002 là 77.498 người.